# Sportowiec mimo woli

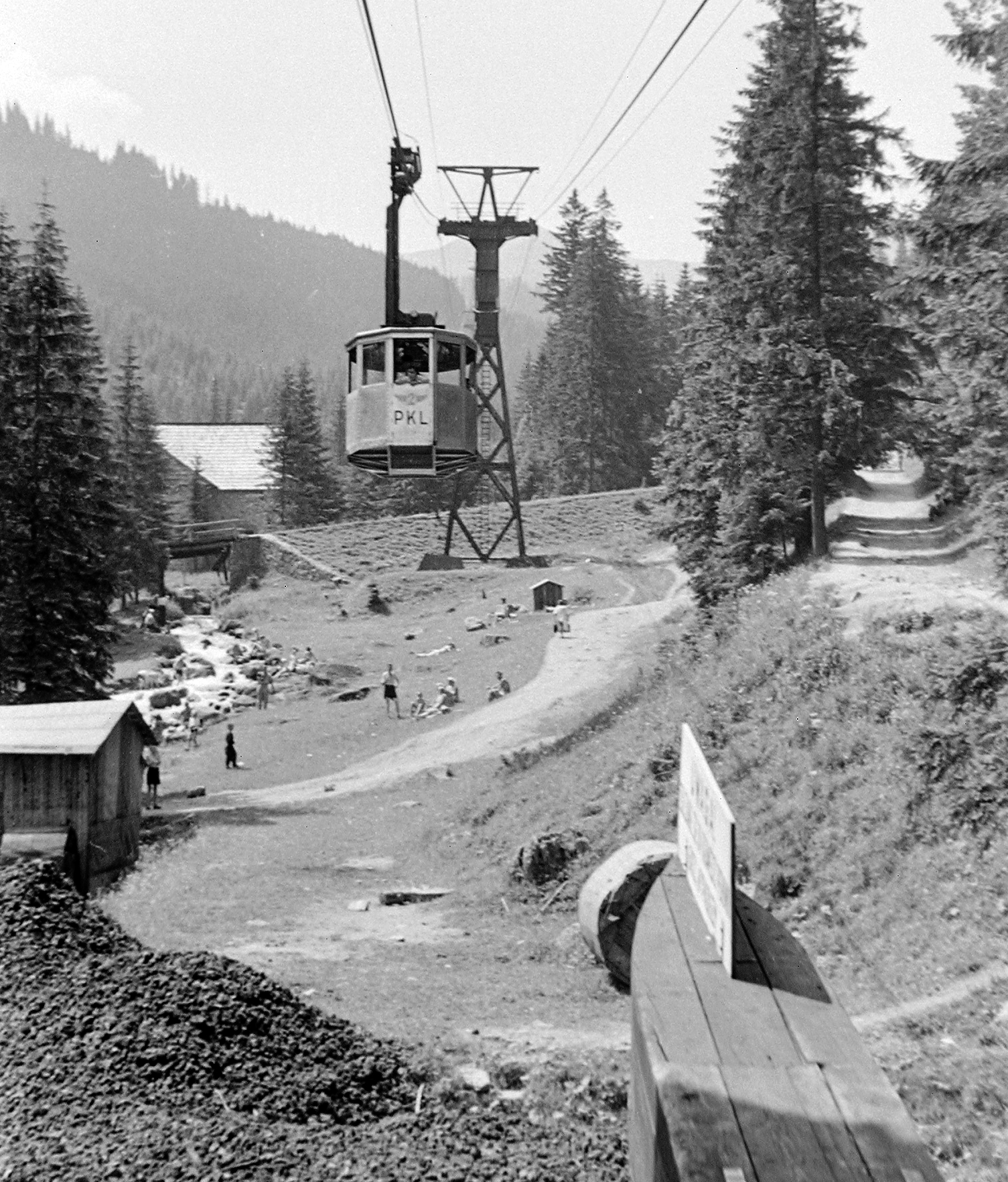
Kolej linowa na Kasprowy Wierch, gdzie zrealizowano część zdjęć

Sportowiec mimo woli – czarno-biały polski film fabularny w reżyserii Mieczysława Krawicza z roku 1939. Komedia pomyłek z udziałem gwiazd przedwojennego polskiego kina. Ostatni film zrealizowany przez kinematografię II Rzeczypospolitej, „Sportowiec mimo woli” miał w Polsce premierę 31 maja 1940 roku.

## O filmie
Jedna z ostatnich komedii filmowych II Rzeczypospolitej, o roboczym tytule Romans w Zakopanem, zrealizowana i ukończona tuż przed wybuchem II wojny światowej (z premierą dopiero podczas okupacji niemieckiej). Pochodzi z niej szlagier H. Warsa Hip, hip, hura! (Na cześć młodości) ze słowami Ludwika Starskiego.
W 2014 film został poddany digitalizacji z wykorzystaniem trzech źródeł ze zbiorów Filmoteki Narodowej, by uzyskać jak najpełniejszą wersję. Udało się uzupełnić go o prawie 10 minut, jednak nadal nie jest kompletny. Obecnie trwa 77 minut i 52 sekundy.
- Tytuł roboczy filmu: „Romans w Zakopanem”
- Plenery: Warszawa, Zakopane
- Dekoracje: Józef Galewski[1]
- Asystent reżysera: Aleksander Suchcicki[1]
- Operator kamery: Stanisław Wohl
- Dialogi i słowa piosenek: Ludwik Starski

## Treść
Rozgrywające się w trójkącie zabawne perypetie wynikające z celowej zamiany ról. Warszawski fryzjer Dodek Czwartek (Adolf Dymsza) z konieczności udaje hokeistę, natomiast zakochany w atrakcyjnej pannie Lili (Ina Benita), córce przemysłowca znany hokeista Jerzy Piątek (Aleksander Żabczyński) wchodzi w rolę fryzjera. Lili jest właścicielką rasowej suczki, natomiast Piątek ma psa tej samej rasy, dla którego szuka odpowiedniej partnerki. Panowie z trudem radzą sobie w nowych rolach, wywołując wiele śmieszności i nieporozumień, ale wyjaśniona w końcu sytuacja kończy się dla wszystkich happy endem.

## Obsada
- Adolf Dymsza – fryzjer Dodek Czwartek
- Aleksander Żabczyński – Jerzy Piątek, hokeista z Kanady
- Ina Benita – panna Lili Madecka
- Józef Orwid – jej ojciec Melchior Madecki, prezes Towarzystwa Przemysłowego „Metal”
- Helena Buczyńska – jego żona, matka Lili
- Ludwik Sempoliński – baron Drops, fabrykant, właściciel fabryki „Tekstyl”
- Halina Doree – Idalia, jego osobista sekretarka
- Stanisław Woliński – Jan, kamerdyner Madeckiego
- Wojciech Ruszkowski – detektyw hotelowy Dżems
- Jerzy Lasocki – fryzjer Adaś, kolega Dodka
- Aleksander Bogusiński – dyrektor hotelu Bristol w Zakopanem
- Roman Dereń – właściciel salonu fryzjerskiego w Warszawie
- Henryk Małkowski – Kulka, sprzedawca w sklepie sportowym
- Wojciech Trojanowski – komentator radiowy
- Zdzisław Motyka – instruktor sportowy
- Kazimierz Opaliński